# Lipniak (powiat lubelski)
Lipniak – kolonia w Polsce, położona w województwie lubelskim, w powiecie lubelskim, w gminie Konopnica.
W latach 1975–1998 miejscowość należała administracyjnie do województwa lubelskiego.
1 stycznia 1989 część wsi (57,02 ha) włączono do Lublina.
Wieś stanowi sołectwo gminiy Konopnica. Według Narodowego Spisu Powszechnego z roku 2011 wieś liczyła 432 mieszkańców.

## Historia
W wyniku trzeciego rozbioru Polski Lipniak znalazł się na obszarze zaboru austriackiego. W 1809 r. miejscowość została włączona do Księstwa Warszawskiego, a w 1815 r. znalazła się w Królestwie Kongresowym, w zaborze rosyjskim. W kronice parafialnej z 1921 r. znajduje się wzmianka o szkołach powszechnych w parafii Konopnickiej, w tym szkoły 1-klasowej na Lipniaku, posiadającej własną bibliotekę. Od września 1939 r. do lipca 1944 r. miejscowość znajdowała się pod okupacją niemiecką jako część Generalnego Gubernatorstwa. 10 czerwca 1951 r. na Lipniaku, na skutek zdrady, został osaczony przez oddział milicji UM i KBW oddział Zrzeszenia „Wolność i Niezawisłość”, pod dowództwem Edwarda Bukowskiego (podjął próbę samobójczą, ciężko ranny trafił do więzienia, został na nim wykonany ostatni wyrok śmierci na Zamku Lubelskim) i Edwarda Kalickiego; w wyniku obławy wszyscy członkowie oddziału Zrzeszenia zginęli.